# Powiat Jinseki
Powiat Jinseki (jap. 神石郡 Jinseki-gun) – powiat w Japonii, w prefekturze Hiroszima. W 2024 roku liczył 7575 mieszkańców.

## Miejscowości
- Jinsekikōgen